# Westin Peachtree Plaza Hotel
 The Westin Peachtree Plaza, Atlanta è un hotel grattacielo nel centro di Atlanta, in Georgia. Alto 220 metri e con 73 piani,  la torre è il quarto più alto hotel nell'emisfero occidentale, e il 23° hotel più alto del mondo.

## Storia

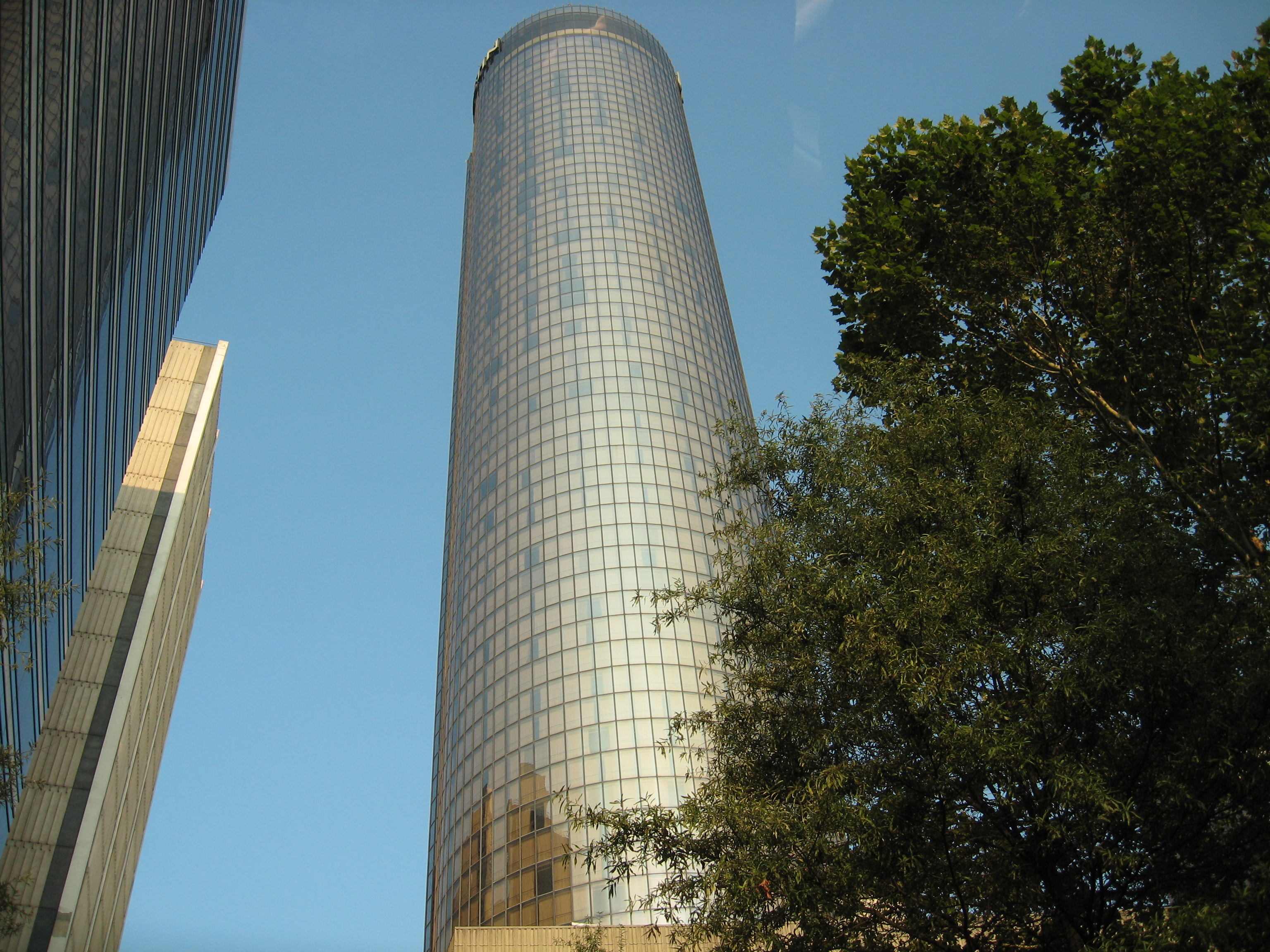
Vista a livello della strada del Westin Peachtree Plaza Hotel

Il primo edificio ad occupare la zona fu il Georgia Governor's Mansion ad Atlanta, una casa in stile vittoriano acquistata dallo stato nel 1870. Dopo aver fatto da alloggio a 17 governatori della Georgia fino al 1921, fu demolito nel 1923 per far spazio all'Henry Grady Hotel. Quest'ultimo e il Roxy Theatre furono a loro volta demoliti per far spazio all' edificio attuale.
Progettato da John Portman, l'edificio raggiunse lo status di edificio più alto di Atlanta dal suo completamento, nel 1976, al 1987 quando fu superato da One Atlantic Center. L'edificio, quando venne aperto, era l'hotel più alto del mondo; nel 1977, tuttavia, fu superato dal suo gemello architettonico, la torre centrale dell'hotel del Renaissance Center di Detroit progettato da Portman. Il Peachtree Plaza Hotel ha aperto come l'edificio più alto negli Stati Uniti sudorientali, superando il One Shell Square a New Orleans. Ha perso quel titolo nel 1983, quando il Southeast Financial Center di Miami lo ha superato.
L'hotel è stato protagonista nel film del 1981 Sharky's Machine con Burt Reynolds.

## Descrizione

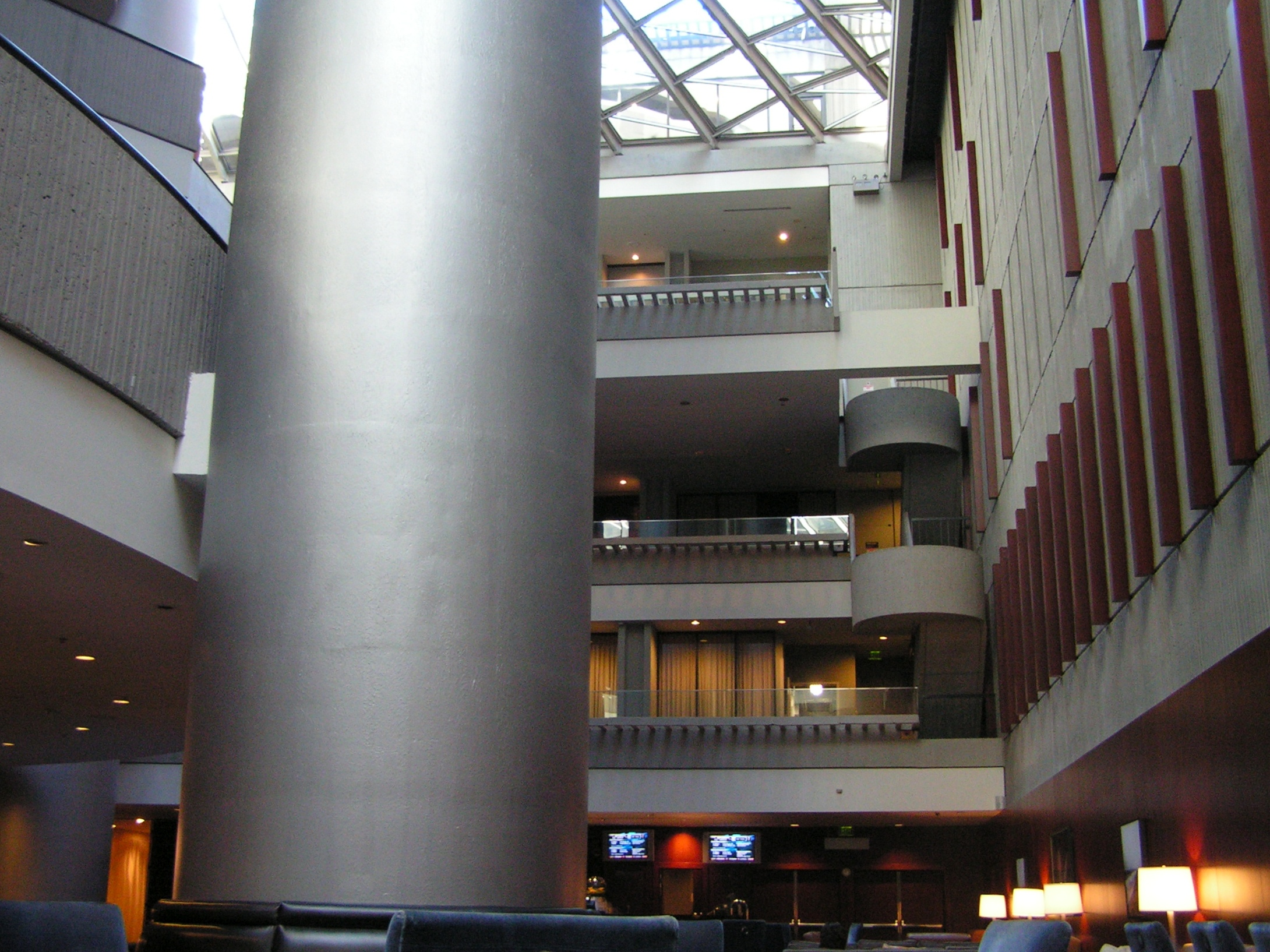
L'interno del Westin Peachtree Plaza

L'edificio, esternamente composto da vetro, ha una forma cilindrica che riflette gran parte dell'orizzonte del centro (sebbene ognuna delle circa 5600 finestre sia piatta e non convessa). Un altro piccolo cilindro percorre l'intera altezza dell'edificio su un lato e ospita due ascensori panoramici. I piani più alti ospitano il ristorante e bar Sun Dial, un ristorante girevole che offre viste panoramiche della città e dei suoi dintorni. L'ultimo piano del ristorante completa un giro completo ogni 30 minuti.

## Incidenti

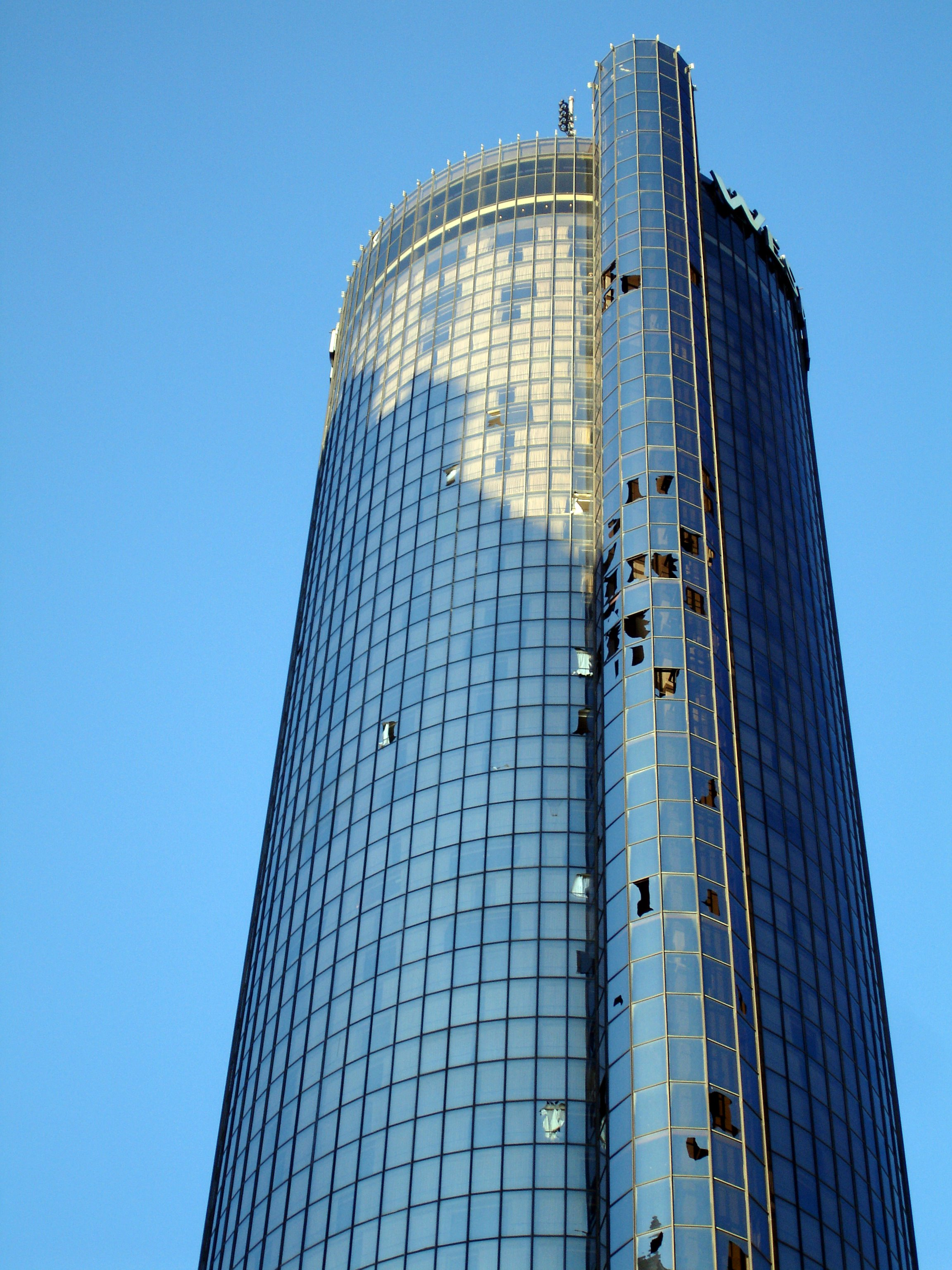
Westin Peachtree Plaza Hotel danneggiato dal tornado

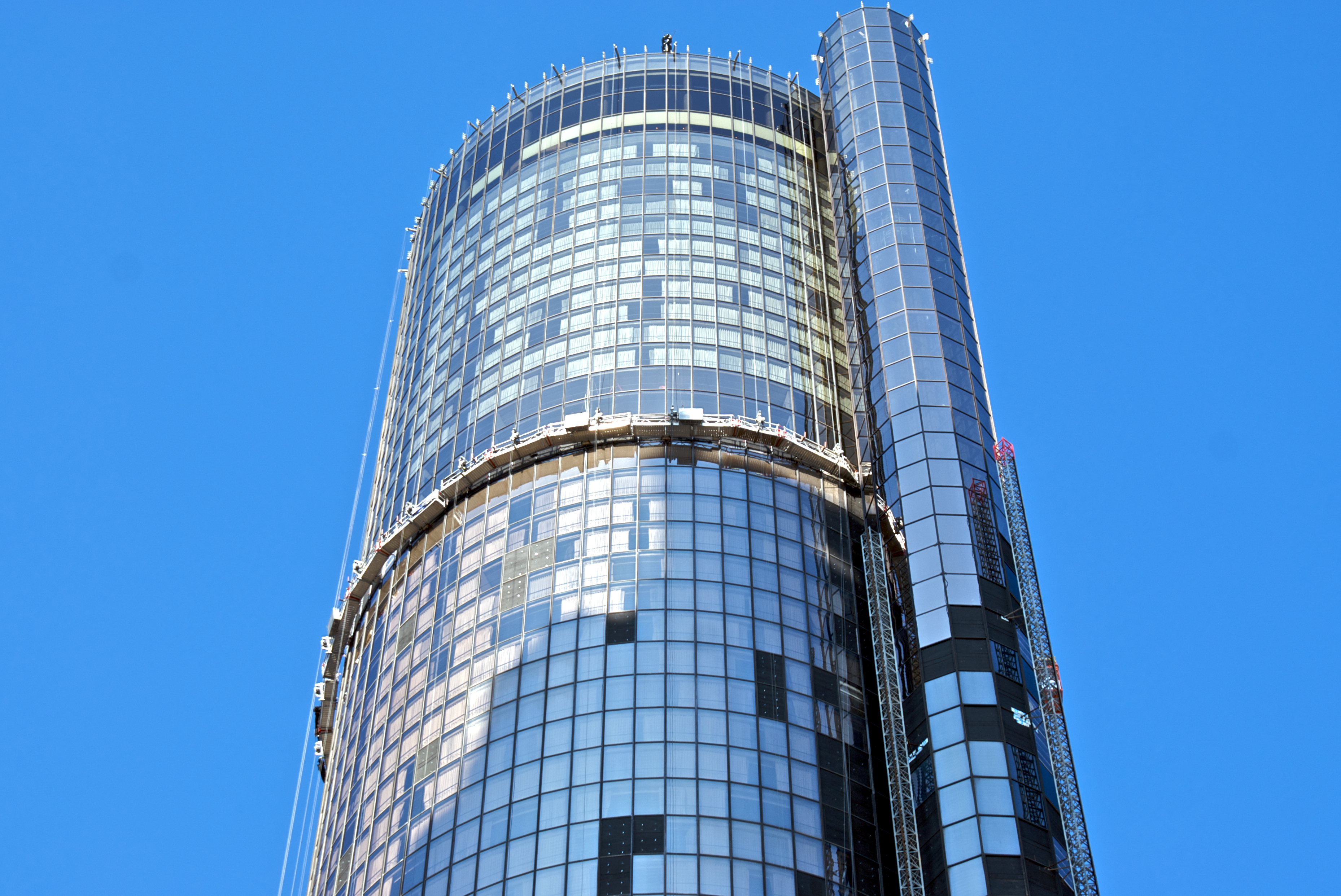
Le finestre temporaneamente riparate a marzo 2010

Il 14 marzo 2008, il Westin, insieme ad altri grattacieli limitrofi, ha subito danni moderati quando un tornado ha squarciato il centro di Atlanta, con oltre 500 finestre rotte. Fu il primo tornado ad aver colpito l'area del centro. Secondo quanto riferito, l'edificio oscillò avanti e indietro di circa mezzo metro in entrambe le direzioni.
Il 22 marzo 2016, la dipendente di 61 anni Carolyn Robinson è morta dopo essere stata rinchiusa accidentalmente in un congelatore. L'hotel è stato multato per $ 12,471 per aver esposto il proprio dipendente a "pericoli di intrappolamento" e non riuscendo a garantire che la porta di uscita rimanesse "senza ostacoli / senza restrizioni".
Il 14 aprile 2017, Charlie Holt, un bambino di cinque anni, è morto a causa di ferite alla testa riportate nel ristorante Sun Dial, a quanto pare dopo essere rimasto intrappolato tra un muro e un mobile in un momento durante la rotazione del ristorante. Di conseguenza, il ristorante stesso è ancora aperto, ma la funzione di rotazione è stata sospesa indefinitamente.